# Turanella latevittis
Turanella latevittis är en skalbaggsart som beskrevs av Edmund Reitter 1887. Turanella latevittis ingår i släktet Turanella och familjen Aphodiidae. Inga underarter finns listade i Catalogue of Life.